# Theurgus kerzneri
Theurgus kerzneri är en tvåvingeart som beskrevs av Pavel Lehr 1974. Theurgus kerzneri ingår i släktet Theurgus och familjen rovflugor. Inga underarter finns listade i Catalogue of Life.